# Myckleby socken
Myckleby socken i Bohuslän ingick i Orusts östra härad, ingår sedan 1971 i Orusts kommun och motsvarar från 2016 Myckleby distrikt.
Socknens areal är 57,40 kvadratkilometer varav 55,00 land. År 2000 fanns här 1 320 invånare. Stillingsön och kyrkbyn Myckleby med sockenkyrkan Myckleby kyrka ligger i socknen.   

## Administrativ historik
Myckleby socken har medeltida ursprung.
Vid kommunreformen 1862 övergick socknens ansvar för de kyrkliga frågorna till Myckleby församling och för de borgerliga frågorna bildades Myckleby landskommun. Landskommunen utökades 1952, uppgick 1962 i Östra Orusts landskommun som 1971 uppgick i Orusts kommun.
1 januari 2016 inrättades distriktet Myckleby, med samma omfattning som församlingen hade 1999/2000.  
Socknen har tillhört län, fögderier, tingslag och domsagor enligt vad som beskrivs i artikeln Orusts östra härad. De indelta båtsmännen tillhörde 1:a Bohusläns båtsmanskompani..

## Geografi och natur

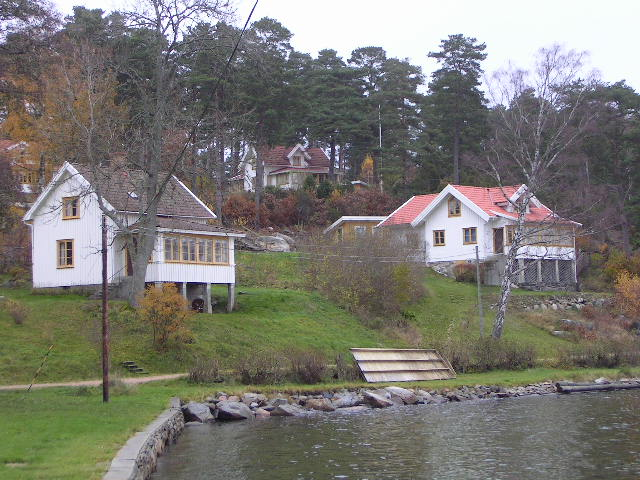
Hus på Stillingsön

Myckleby socken ligger på nordöstra Orust med havet i öster. Socknen består av dalgångsbygder mellan skogbevuxna bergshöjder.
I socknen finns två naturreservat. Kollungeröd vatten som delas med Långelanda socken ingår i EU-nätverket Natura 2000, medan Näs är ett kommunalt naturreservat. Största insjö är Grindsbyvattnet som delas med Torps socken.

## Fornlämningar
Drygt 20 boplatser från stenåldern har påträffats. Från bronsåldern finns gravrösen. Från järnåldern finns elva gravfält och fyra fornborgar.

## Befolkningsutveckling
Befolkningen ökade från 1 338 1810 till 2 566 1870 varefter den minskade till 870 1970 då den var som minst under 1900-talet. därefter vände folkmängden uppåt igen till 1 192 1990.

## Namnet
Namnet skrevs 1399 Myklaby och kommer från kyrkbyn. Namnet innehåller mikil, 'stor' och 'by, 'gård; by'.